# Autoroute A47
L’autoroute A 47 è un'autostrada francese, parte della strada europea E70, che dall'area metropolitana di Lione conduce verso Saint-Étienne. Ha inizio dall'intersezione con l'A7 a Chasse-sur-Rhône e, attraversato il Rodano, da Givors risale la valle del Gier, passando per Rive-de-Gier. Dopo aver aggirato il centro di Saint-Chamond, viene proseguita dalla N88 senza soluzione di continuità.